# Формы обращения «ты» и «вы»
В русском и многих других языках при обращении к собеседнику используются местоимения и формы других слов в зависимости от социолингвистических факторов. Наиболее распространённым разграничением является формальное обращение и неформальное. Официально формальное обращение в современном русском языке производится с употреблением местоимения второго лица множественного числа «вы», обращённого к одному респонденту. В письменной речи местоимение «вы», адресованное конкретному собеседнику, в определённых случаях пишется с заглавной буквы. Обращение с применением местоимения «ты» считается неформальным. Для краткости формальное обращение часто называют «обращение на вы», неформальное — соответственно «обращение на ты».
Предполагают, что обращение «на вы» впервые начало применяться по отношению к римским императорам, в связи с совмещением нескольких различных титулов. Множественное число является очень древней метафорой могущества и власти.

## Русский язык
В русском языке обращение «на вы» постепенно вошло в употребление с XVIII века из-за сильного влияния французского языка и культуры, прежде всего в кругах аристократии.

Пустое вы сердечным ты

Она, обмолвясь, заменила

И все счастливые мечты

В душе влюблённой возбудила.

Пред ней задумчиво стою,

Свести очей с неё нет силы;

И говорю ей: как вы милы!

И мыслю: как тебя люблю!

— «Ты и вы» (А. С. Пушкин), 23 мая 1828 г.
До этого использовался традиционный русский речевой этикет с собственной системой фамильярных и формальных обращений. Таким образом, местоимение «ты» могло быть адресовано даже царю: «ты, царь-батюшка…». В «Петиции» (Петиция рабочих и жителей Петербурга для подачи Николаю II) также используется «ты», адресованное императору Николаю Второму.

## Английский язык
В английском языке начиная с XV века практически повсеместно было принято обращение «на вы» (англ. you). В результате этого нормативные формы местоимений второго лица перестали отличаться, таким образом, обращение «на ты» исчезло из английского как самостоятельная форма. Исключением является архаичная либо поэтическая речь: религиозные тексты, молитвы (при обращении к Богу), стихотворения, где используется местоимение «ты» (англ. thou). При этом в разговорной речи для обращения к группе людей, вместо местоимений второго лица во множественном числе, иногда используется словосочетание «вы все» (англ. you guys, you all), а в некоторых диалектах — архаичная форма «вы» и её сокращённые формы (англ. ye, y'all, yinz).

## Испанский язык
В испанском языке в качестве местоимения 2-го лица используется vos в Аргентине, Уругвае, Парагвае и странах Центральной Америки, тогда как в других испаноязычных странах используется форма tú, а большинство колумбийцев, как правило, используют для этого в неофициальном общении форму usted (в других странах это официальная форма). «Vos» употребляется при личном обращении взамен следующих местоимений: неформального (фамильярного) «tú» (прямого аналога русского «ты») и, реже, вместо формального (уважительного) «Usted», которое дословно переводится как «Ваша милость», и соответственно по факту является местоимением 3-го лица ед. числа.
«Vos» получило распространение в относительно запущенных, малонаселённых, экономически малозначимых колониях испанской монархии (Аргентина, Уругвай, Парагвай, Чили, Коста-Рика, Никарагуа), куда не успели дойти языковые инновации из Мадрида, высшие социальные круги которого отказались от употребления «vos» первыми. Напротив, столицы экономически и культурно тесно связанных с испанской столицей регионов Америки (Мексика, Перу, Венесуэла), а также колонии, сохранившиеся под контролем Мадрида до конца XIX века (острова Карибского бассейна, Филиппины, Экваториальная Гвинея), либо полностью отказались от «vos», либо стигматизировали его использование как вульгарное, просторечное, диалектное или архаичное.